# マリウポリの劇場への爆撃
マリウポリの劇場への爆撃（マリウポリのげきじょうへのばくげき）は、ロシアのウクライナ侵攻において、ロシア軍が2022年3月16日に行ったウクライナのマリウポリにある州立劇場への爆撃。劇場はマリウポリ包囲戦において防空壕として使用されており、3月16日までに1300人の市民が避難していたとされ、爆撃により少なくとも300人が犠牲になった可能性がある。
ウクライナは、市民が避難していたにもかかわらずロシア軍が意図的に爆撃したと非難したが、ロシア国防省はその主張を否定し、ウクライナの極右部隊のアゾフ大隊が爆破したと非難した。

## 背景
2月24日、ロシア軍が親ロシア派とともにマリウポリを包囲し、多数の死傷者が出た。食料、ガス、電気などの供給が遮断され、マリウポリのSergiy Orlov市長によれば、3月17日頃には都市の80から90%が爆撃で破壊されたとされる。

### シェルター
劇場は、侵攻により破壊された多くの文化遺産に含まれる。3月14日に撮られた衛星画像によれば、劇場の外の広場にロシア語: детиと書かれ、軍事的な攻撃目標ではなく、子どもが避難している防空壕であると侵攻軍に示そうとしていた。
マリウポリ市議会の職員は、劇場は市内で最大の防空壕であり、爆撃時には女性と子どもがしかいなかったと述べた。ヒューマン・ライツ・ウォッチがマリウポリからの避難民に取材したところでは、3月16日頃には500から800人が劇場に避難していたという。

## 爆撃
3月16日、ウクライナはロシア軍がマリウポリの民間人地域を爆撃したと非難した。スイミングプール施設や車列などとともに劇場が爆撃され、建物が瓦礫と化した。
当時、劇場には500から1200人の市民が避難していたとされるが、3月16日時点では爆撃による死傷者数ははっきりとしていない。劇場地下のシェルターは爆撃後も無事だった。多くの市民が爆撃で崩壊して炎上する瓦礫の中に閉じ込められ、爆撃が継続することで復旧作業が困難になった。
マリウポリ出身のウクライナ議会のDmytro Gurin議員は、ロシア軍による攻撃が続いて、救出作業が妨げられていると述べた。
3月25日、爆撃直後の様子を撮影したとされる映像がソーシャルメディアに投稿された。
映像の一つには、ほこりをかぶった市民が部分的に破壊された上階から降りてくる様子が映っていた。2番目の映像には、爆撃を受けた場所が映っていた。

## 犠牲者
3月17日時点で死傷者数は不明だが、一部の市民が生還し、18日頃には130人が救出された。マリウポリ市議会は、初期の情報によれば、重傷者は1人いるものの、死者はいないとした。
3月22日までに、130人が救出されたとするウォロディミル・ゼレンスキー大統領の主張に裏付けはなかったが、未だに数百人が瓦礫の中に閉じ込められている可能性があった。
3月25日、マリウポリ市議会は爆撃により推定で300人が亡くなったと発表した。この推定は目撃証言によるものであり、独立して検証されたものではない。

## 爆撃に対する反応
ウクライナのゼレンスキー大統領はロシアによる戦争犯罪だと非難した。
ロシアのメディアは、ロシア国防省がウクライナの主張を否定し、アゾフ大隊が劇場を爆撃したと非難した、と大々的に報じている。ロシア空軍は爆撃しておらず、アゾフ大隊が人質を取り爆撃したと非難した。
イタリアの文化財・文化活動省の大臣ダリオ・フランチェスキーニは、ウクライナ政府に劇場の再建を申し出た。

## 欧州安全保障協力機構のレポート
4月13日、欧州安全保障協力機構は、爆撃に関するレポートを発表した。
Russia does not claim that it was a legitimate target but that it was blown up by the Ukrainian Azov battalion. The Mission did not receive any indication that this could be the case... This incident constitutes most likely an egregious violation of IHL and those who ordered or executed it committed a war crime.

## アムネスティ・インターナショナルのレポート
6月30日、アムネスティ・インターナショナルは、ロシア軍による劇場への空爆は、国際刑事裁判所およびこの紛争中に犯された犯罪を管轄する他のすべての裁判所が「戦争犯罪」として調査するべきであるとするレポートを発表した。ロシアは空爆をアゾフ大隊が行ったものとしていたが、同団体はロシア軍による「執拗な攻撃」により多くの民間人が負傷し殺害されたと結論付けている。
- アムネスティは、ロシア軍が建物を故意に攻撃し、それが民間施設であることに気付いた可能性が最も高いと主張。建物の両側に「Дети」(ロシア語で子ども)と大きく記されており、衛星画像でも見えるはずであるという。近くに他の軍事施設もなかった。「軍事標的が多くある街で、非軍事の標的を狙ったのは明らかだ」と非難している[23]。
- 依頼を受けた物理学者が推定した爆発物の重量は400～800kgであった。ロシアの兵器庫にある爆弾に関する入手可能な証拠に基づき、2つの500キログラムの爆弾が劇場に投下された可能性が高いとしている。空爆をした機体は、ロシア軍がウクライナ南部で頻繁に使用しているSu-25、Su-30、Su-34などのマルチロール戦闘機とみられる。

- アムネスティは、ロシア国防省の主張を含めて攻撃のいくつかの可能性を検討した。同団体は、劇場がウクライナ軍によって攻撃されたという主張を裏付ける信頼できる証拠、また、攻撃がアゾフ大隊によって行われたという証拠は無いとしている。

- アムネスティは、劇場の中または近くにいた人数を正確に特定出来なかった。推測できる人数は300〜400人から1,000人までで、そのほとんどが女性、子供、高齢者であった。

- 市当局は当初、死者数を300人と推定、AP通信の調査によると600人もの人々がこの攻撃で死亡した可能性がある。アムネスティ・インターナショナルが確認できたのは12名のみであったが、同団体は死者数がはるかに多い可能性があることを否定していない[24][25]。

## その後
- 2022年12月、ロシア側は劇場建物の撤去作業を開始した[26]。

- 2025年5月29日、この爆撃に関与したとされるスタヴロポリ副市長であるザウル・グルツィエフ元少佐が爆殺される[27]。

### レポート
- Wolfgang Benedek, Veronika Bílková, Marco Sassòli (2022年4月13日). “Report on Violations of international Humanitarian and Human Rights Law, War Crimes and Crimes against Humanity Committed in Ukraine since 24 February 2022”. OSCE. 2022年4月21日閲覧。